# Figurino di moda
Il figurino di moda è il disegno di un abito. L'idea nacque a Venezia alla fine del Cinquecento e si propagò prima in Francia e poi in Inghilterra.

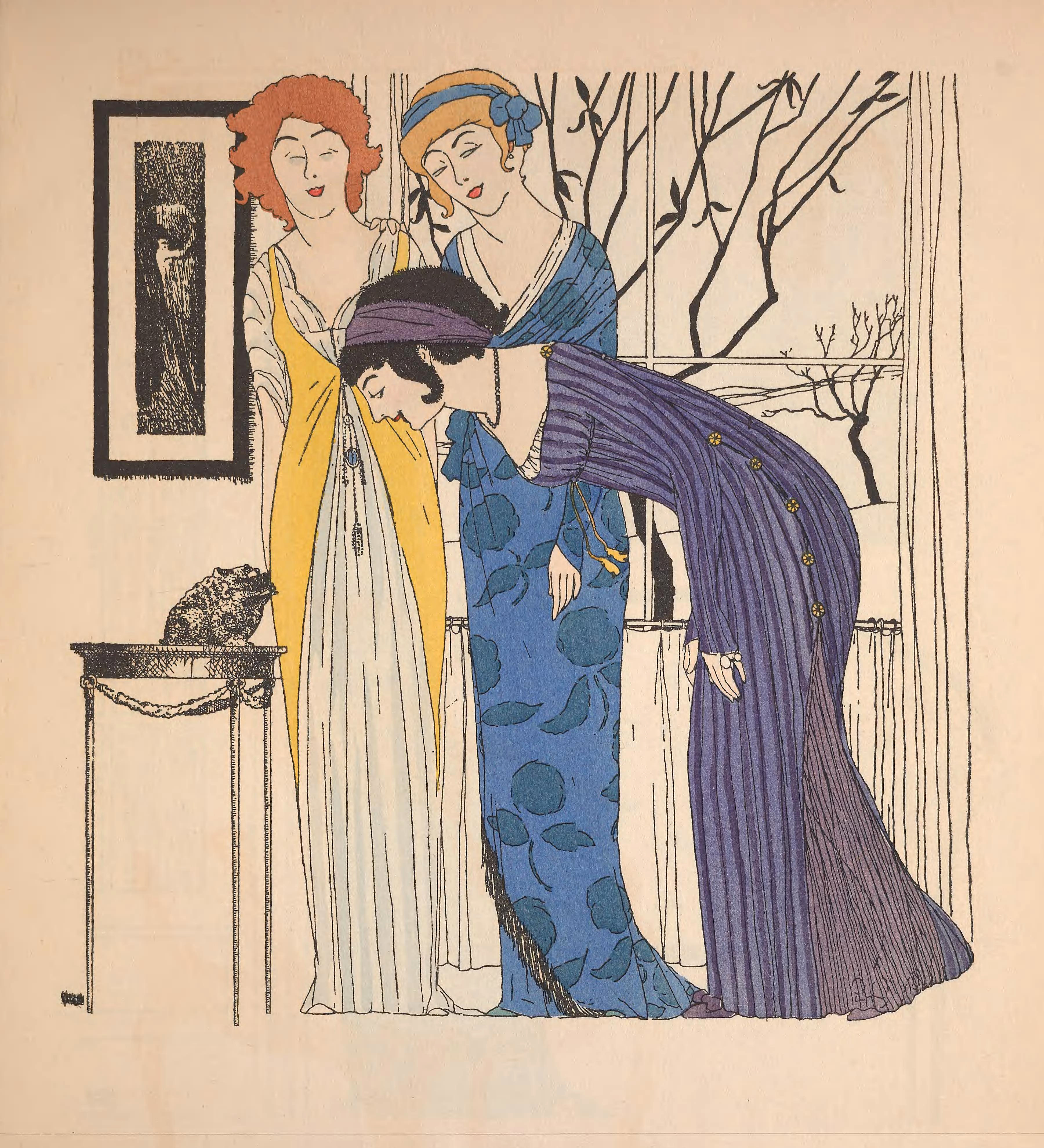
Paul Iribe, Les Robes de Paul Poiret

## Descrizione e storia
Il disegno di un abito era chiamato a Venezia figurino di costume. Era realizzato in bianco e nero o a colori e descriveva un solo abito, alla moda, che poteva essere tagliato e cucito. L'idea è rimasta immutata.
Nel Seicento furono realizzati da artisti francesi figurini all'acquaforte e a bulino e anche ad acquarello. Il figurino rappresentava un abito di gusto aristocratico, accompagnato da una descrizione breve illustrativa. Incisori francesi come Abraham Bosse e i fratelli Bonnart Robert, Nicolas ed Henri non disdegnarono di creare figurini. Due esperti di moda francese, Jacques Asnaut e Michel Eapily, pubblicarono alla fine del Settecento, a Parigi, un giornale di moda, il primo di una lunga serie: s'intitolava Galerie des modes et costumes français: Dessins d'aprés nature e conteneva ricche tavole colorate, con figurini alla moda e spiegazioni su come realizzare ogni modello.

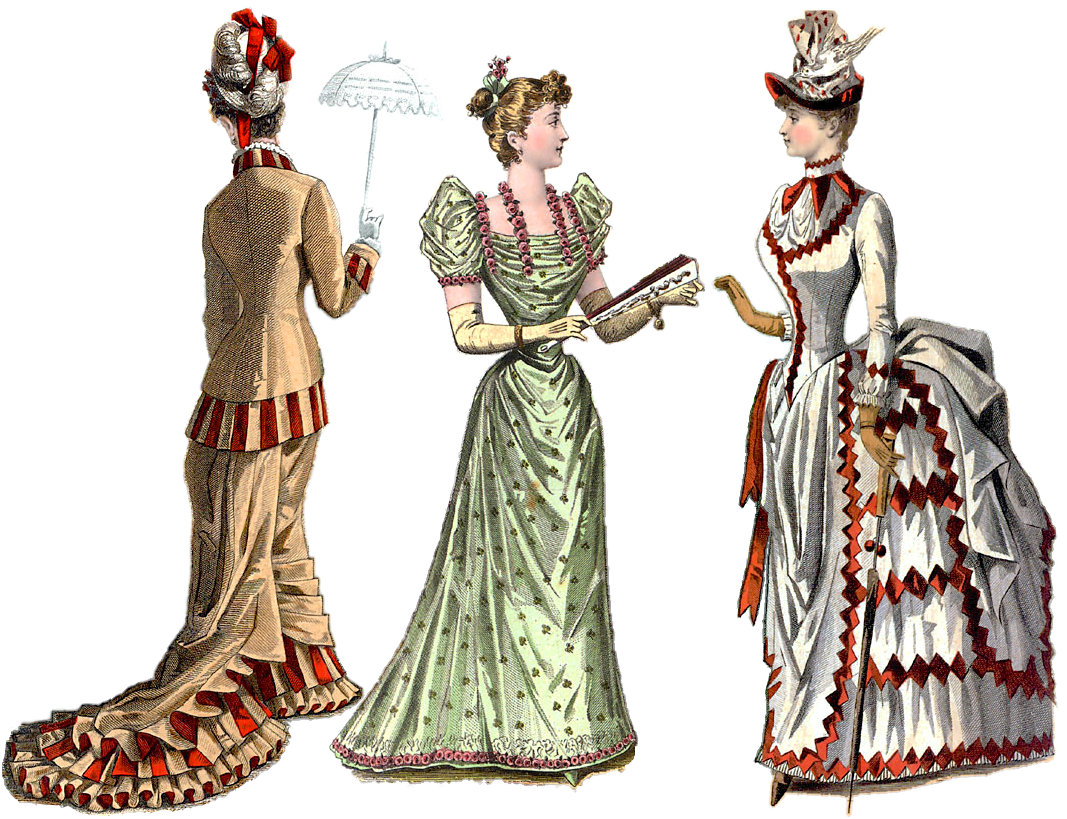
Fashions, 1880

### Primi giornali di moda
Il "Journal des Modes" uscì a Parigi nel 1870. Conteneva figurini in litografia ed ebbe grande diffusione in Europa. Il pittore Paul Gavarni nel 1830 disegnava figurini per la rivista francese "La Mode". La "Gallery of Fashion" - primo giornale di moda inglese - fu edita a Londra dal 1794: era accompagnata da figurini, con esaurienti spiegazioni. In Italia, a metà ottocento, il periodico femminile milanese "Corriere delle Dame", cui collaborò anche Ippolito Nievo, diffondeva deliziosi modellini, colorati, accompagnati da lunghi testi che orientavano il gusto delle lettrici. Nel Novecento i giornali di moda allegavano ai figurini il cartamodello, per rendere più semplice l'esatta esecuzione dell'abito. Un'ampia raccolta di figurini di moda settecenteschi e ottocenteschi è alla Civica raccolta delle stampe Achille Bertarelli, al castello Sforzesco. Un'altra raccolta di figurini, staccati da riviste ottocentesche, è al Museo del tessuto, a Prato e circa 13.000 figurini si conservano a Palazzo Mocenigo, a Venezia.

### Moda nel Novecento e nel Duemila
Il figurino di moda diventa una specializzazione, per un artista particolarmente creativo. Il disegnatore John Guida ha eseguito migliaia di figurini per la ditta Coen, di Roma, che commerciava in tessuti. I figurini accompagnavano, in vetrina, l'esposizione dei ricchi tessuti per abiti femminili. Grandi sarti italiani, come Pino Lancetti, hanno esordito nel mondo della moda come disegnatori di figurini. Hanno realizzato figurini per case di moda prestigiose l'illustratore René Gruau, l'artista futurista Thayaht, la pittrice Adriana Bisi Fabbri. Oggi si realizzano i figurini su supporto digitale.

### Riviste ottocentesche
- Il figurino della moda, Milano, 1872-1877, SBN MIL0545948.
- Moda di Parigi: Gondoliere, Venezia, Paolo Lampato, 1834-1836, SBN VEA1078617.
- Il figurino del giornale la moda, Milano, Lampato, 1837-, SBN LO11560869.

### Libri
- Giampaolo Beltrame, Il disegno del figurino di moda, s.l., Paradigma, 1989, SBN LO10027743.
- Nino G. Martinelli, Studio del figurino: tecnica del disegno per il figurino di moda: metodo professionale, Milano, F. Burgo, 1994, SBN PMI0020143.
- Figurini, Padova, Cleup, 2003, SBN PUV1068669. Prefazione di Gillo Dorfles.
- Nino G. Martinelli, Disegno del figurino di moda e stilismo: studio del colore, tecniche e materiali: tecniche grafiche per gli operatori della moda, Bergamo, Editrice San Marco, 2003, SBN VEA0190293.
- Massimiliano Ciammaichella, Disegno digitale per la moda: dal figurino all'avatar, Roma, Aracne, 2011, SBN RML0230916.